# Agrostis magellanica
Agrostis magellanica é uma espécie de gramínea do gênero Agrostis, pertencente à família Poaceae.